# Хејзелтон (Ајдахо)
Хејзелтон (енгл. Hazelton) град је у америчкој савезној држави Ајдахо.

## Демографија
По попису из 2010. године број становника је 753, што је 66 (9,6%) становника више него 2000. године.
| Група             | 2000.       | 2010.       |
| Белци             | 490 (71,3%) | 465 (61,8%) |
| Афроамериканци    | 6 (0,9%)    | 0 (0,0%)    |
| Азијати           | 0 (0,0%)    | 2 (0,3%)    |
| Хиспаноамериканци | 183 (26,6%) | 271 (36,0%) |
| Укупно            | 687         | 753         |